# The Tao of Steve
The Tao of Steve è un film del 2000 diretto da Jenniphr Goodman.

## Distribuzione
- USA: The Tao of Steve, 26 gennaio 2000[2]
  - 4 agosto 2000[3]
- Israele: The Tao of Steve, 21 luglio 2000[4]
  - 16 agosto 2001
- Canada: The Tao of Steve, 18 agosto 2000
- Regno Unito: The Tao of Steve, 2 marzo 2001
- Francia: Le tao de Steve, 28 marzo 2001
- Filippine: The Tao of Steve, 3 agosto 2001
- Grecia: San ton Steve McQueen, 10 maggio 2002
- Germania: Dex, der Frauenheld, 25 agosto 2003[5]
- Finlandia: The Tao of Steve, 27 maggio 2006[5]
- Italia: The Tao of Steve, 4 novembre 2009[6]

## Colonna sonora
Fonte:
1. The Tao of Steve (Isn't It Time?) - Eytan Mirsky - 3:34
2. Opening Titles - Joe D'Elia - 1:23
3. Nice Guy Eddie - Epperley - 4:45
4. Be Desireless - Joe D'Elia - 0:25
5. Superman - Lazlo Bane - 3:38
6. Love Theme - 1:03
7. Down in the Traffic - Adventures In Stereo - 1:28
8. Be Excellent - Joe D'Elia - 0:22
9. Hawaii Five-O - The Ventures - 1:00
10. Movie Star - Stereo Total - 2:18
11. The Six Million Dollar Man Theme - Oliver Nelson - 0:58
12. (I Just Wanna Be) Your SteveMcQueen - Eytan Mirsky - 3:17
13. Lesson Theme - Joe D'Elia - 1:12
14. The Outdoor Type - The Lemonheads - 2:32
15. Be Gone - Joe D'Elia - 0:21
16. Peanut Butter - The Marathons - 2:02
17. You're So 1988 - Epperley - 3:02
18. Martini Five-O - The Blue Hawaiians - 3:10